# Baselios Paulose II.
Baselios Paulose II. (Malayalam ബസേലിയോസ് പൗലോസ് ദ്വിതീയൻ Baseliyos Paulos Dvithīyan; * 12. Juni 1914 in North Paravur; † 1. September 1996 in Piramadom Dayro) war von 1975 bis 1996 der zweite Katholikos von Indien der Indisch-Orthodoxen Kirche.

## Leben
Paulose II. wurde 1914 als P. J. Paulose der Eltern Kasheesho Puthusseri Joseph, Vikar der St. Marys Kirche in Cherai, und Elizabeth geboren. Nach seinem Schulabschluss an der Cherai Ramavarma High School begann er seine Ausbildung am CMS College in Kottayam und am Alwayer Union Christian College.
1934 empfing er die Diakonenweihe und 1938 die Weihe zum Priester (Kassisso) durch Mor Yulius Elias, Delegierter des Patriarchen von Malankara. Paulose diente als Vikar von Kirchen in Ceylon, Madras, Bramhavar (Karnataka), Trivandrum, Parathode und Ponkunnam und wurde später Sekretär von Mor Yulius Elias. Am 19. Oktober 1952 erfolgte in Homs die Weihe zum Metropoliten auf den Namen Mor Philoxenus durch den Patriarchen Ignatius Ephräm I. Barsum. Am 12. Januar 1953 wurde er Metropolit von Kandanad, der zweitgrößten Diözese der Malankara Kirche. Für einige Zeit wirkte Mor Philoxenos auch zusätzlich als Metropolit in den Diözesen Kottayam und Quilon. Am 7. September 1975 weihte der Patriarch Ignatius Jakob III. Mor Philoxenos zum Katholikos des Ostens. In diesem Amt folgte ihm 2002 Baselios Thomas I. Am 14. September 1980 in der St. Georg Kathedrale in Damaskus wurde der damalige Erzbischof von Bagdad Mor Severius von Mor Baselios Paulose II. zum Patriarchen Ignatius Zakka I. Iwas geweiht.
Baselios Paulose II. begleitete 1984 Ignatius Zakka I. Iwas bei seinem Zusammentreffen mit Papst Johannes Paul II. im Vatikan.